# Québec-Ouest (ancienne circonscription fédérale)
Pour les articles homonymes, voir Québec (homonymie).
Québec-Ouest fut une circonscription électorale fédérale située dans la Région de Québec au Québec. Elle fut représentée de 1867 à 1935 et de 1949 à 1968.

## Historique
C'est l'Acte de l'Amérique du Nord britannique de 1867 qui créa le district électoral de Québec-Ouest. Abolie en 1933, la circonscription fut redistribuée parmi Portneuf, Québec-Ouest-et-Sud et Québec—Montmorency.
La circonscription fut recréée en 1947 avec une partie de Québec-Ouest-et-Sud. De nouveau abolie en 1966, elle fut morcelée et redistribuée parmi Langelier, Louis-Hébert et Portneuf.

## Géographie
En 1952, la circonscription de Québec-Ouest comprenait:
- Une partie de la ville de Québec
- La ville de Québec-Ouest
- La municipalité de La Petite-Rivière

## Députés
1867 - 1935
1. 1867-1891 — Thomas McGreevy, Libéral-conservateur
2. 1892¹-1895 — John Hearn, Conservateur
3. 1895¹-1896 — Thomas McGreevy, Libéral-conservateur (2)
4. 1896-1902 — Richard Reid Dobell, Libéral
5. 1902¹-1908 — William Power, Libéral
6. 1908-1911 — William Price, Conservateur
7. 1911-1917 — William Power, Libéral (2)
8. 1917-1930 — Georges Parent, Libéral
9. 1930-1935 — Maurice Dupré, Conservateur

1949 - 1968
1. 1949-1953 — Charles Parent, Libéral
2. 1953-1957 — J.-Wilfrid Dufresne, Progressiste-conservateur
3. 1957-1958 — René Bégin, Libéral
4. 1958-1962 — J.-Eugène Bissonnette, Progressiste-conservateur
5. 1962-1965 — Lucien Plourde, Crédit social
6. 1965-1968 — Jean Marchand, Libéral

- ¹ = Élections partielles